# Vladimir Dratchev
Vladimir Petrovitch Dratchev (en russe : Владимир Петрович Драчёв), né le 7 mars 1966 à Petrozavodsk, en RSFS de Russie (Union soviétique), est un biathlète biélorusse d'origine russe.
Il a remporté la plupart de ses titres sous les couleurs de la Russie. Il est le gagnant de la Coupe du monde en 1996, devenant aussi champion du monde du sprint et du relais la même année. Aux Jeux olympiques, il est deux fois médaillé en relais en 1994 et 1998.
Engagé en politique, il est élu en 2016 à la Douma pour le parti Russie unie.

## Biographie

### Carrière de biathlète
Dratchev commence sa carrière sous les couleurs soviétiques, prenant part notamment à la Coupe du monde à la fin des années 1980, montant même sur un podium individuel au sprint de Keuruu en 1988.
Il participe à son premier grand championnat aux Jeux olympiques d'hiver de 1994, où il est quatrième du sprint et médaillé d'argent avec le relais. Il monte ensuite sur son deuxième podium individuel au sprint d'Hinton, puis gagne son premier relais à Antholz, ainsi que la médaille d'argent aux Championnats du monde par équipes à Canmore. Au début de la saison suivante, il empoche son premier succès dans une épreuve individuelle à Bad Gastein. En 1995-1996, il est seulement deux fois en dehors du top dix des courses qu'il dispute et remporte donc le classement général de la Coupe du monde. Il gagne six courses cet hiver dont un doublé à Osrblie, et surtout le sprint des Championnats du monde de Ruhpolding, où il récolte aussi la médaille d'or au relais et celle d'argent à l'individuel. Lors de la saison 1996-1997, il doit attendre l'ultime épreuve de l'hiver pour monter sur le podium avec une troisième place à la mass start de Novossibirsk.
Aux Jeux olympiques de Nagano 1998, il ne remporte toujours pas de médaille individuelle (aucune durant sa carrière), mais gagne celle de bronze au relais. Il revient à son plus haut niveau de retour sur la Coupe du monde, s'imposant sur quatre courses consécutives, dont la poursuite de Pokljuka, comptant pour son deuxième et dernier titre mondial individuel. En 1999, il est vice-champion du monde de la mass start à Oslo, battu seulement par Sven Fischer. En 2000, à part une victoire à la mass start d'Osrblie, il ne compte aucun autre podium individuel, ce qui ne l'empêche pas de remporter son deuxième titre mondial en relais avec Viktor Maygurov, Sergey Rozhkov et Pavel Rostovtsev.
En 2002, alors très peu présent avec l'équipe nationale, il n'est pas introduit dans la sélection pour les Jeux olympiques de Salt Lake City. Il change ensuite de nationalité sportive et rejoint l'équipe de Biélorussie grâce à une offre de son ami Aleksandr Popov. Ce transfert porte ses fruits, puisqu'il gagne dès 2003 trois épreuves dans la Coupe du monde, pour porter définitivement son total de victoires à quinze.
Sa force réside dans la rapidité de son tir. Jusqu'en 2002, il est engagé dans l'armée russe et atteint le grade de lieutenant-colonel.

### Après sa carrière sportive
Après sa retraite sportive annoncée en 2006, comme Olena Zubrilova, Aleh Ryjankow et Vadim Sachourine, il fait partie des nouveaux entraîneurs des juniors en Biélorussie.
En 2018, il est élu à la tête de la fédération russe de biathlon pour quatre ans.

## Palmarès

### Jeux olympiques
| Nat.        | Épreuve / Édition   | Individuel | Sprint | Poursuite                        | Départ en masse                  | Relais                              |
| ----------- | ------------------- | ---------- | ------ | -------------------------------- | -------------------------------- | ----------------------------------- |
| Russie      | JO 1994 Lillehammer | —          | 4e     | Épreuve inexistante à cette date | Épreuve inexistante à cette date | Médaille d'argent, Jeux olympiques  |
| Russie      | JO 1998 Nagano      | 35e        | 12e    | Épreuve inexistante à cette date | Épreuve inexistante à cette date | Médaille de bronze, Jeux olympiques |
| Biélorussie | JO 2006 Turin       | 43e        | 61e    | —                                | —                                | —                                   |

Légende :
- : épreuve inexistante

### Championnats du monde
| Nat.        | Mondiaux \ Épreuve       | Individuel               | Sprint                   | Poursuite                        | Départ en masse                  | Relais                    | Course par équipes               | Relais mixte                     |
| Russie      | 1994 Canmore             | JO Lillehammer           | JO Lillehammer           | Épreuve inexistante à cette date | Épreuve inexistante à cette date | JO Lillehammer            | Médaille d'argent, monde         | Épreuve inexistante à cette date |
| Russie      | 1995 Antholz             | 5e                       | 13e                      | Épreuve inexistante à cette date | Épreuve inexistante à cette date | 8e                        | —                                | Épreuve inexistante à cette date |
| Russie      | 1996 Ruhpolding          | Médaille d'argent, monde | Médaille d'or, monde     | Épreuve inexistante à cette date | Épreuve inexistante à cette date | Médaille d'or, monde      | Médaille d'argent, monde         | Épreuve inexistante à cette date |
| Russie      | 1997 Osrblie             | 20e                      | 11e                      | 4e                               | Épreuve inexistante à cette date | 8e                        | —                                | Épreuve inexistante à cette date |
| Russie      | 1998 Pokljuka Hochfilzen | JO Nagano                | JO Nagano                | Médaille d'or, monde             | Épreuve inexistante à cette date | JO Nagano                 | Médaille de bronze, monde        | Épreuve inexistante à cette date |
| Russie      | 1999 Kontiolahti Oslo    | 5e                       | 25e                      | 9e                               | Médaille d'argent, monde         | Médaille d'argent, monde  | Épreuve inexistante à cette date | Épreuve inexistante à cette date |
| Russie      | 2000 Oslo Lahti          | 73e                      | 18e                      | 25e                              | 12e                              | Médaille d'or, monde      | Épreuve inexistante à cette date | Épreuve inexistante à cette date |
| Biélorussie | 2003 Khanty-Mansiïsk     | 38e                      | 5e                       | 6e                               | 20e                              | Médaille de bronze, monde | Épreuve inexistante à cette date | Épreuve inexistante à cette date |
| Biélorussie | 2004 Oberhof             | 12e                      | 43e                      | —                                | 16e                              | 4e                        | Épreuve inexistante à cette date | Épreuve inexistante à cette date |
| Biélorussie | 2005 Hochfilzen          | —                        | 45e                      | DNF                              | —                                | —                         | Épreuve inexistante à cette date | —                                |
| Biélorussie | 2006 Pokljuka            | Jeux olympiques de Turin | Jeux olympiques de Turin | Jeux olympiques de Turin         | Jeux olympiques de Turin         | Jeux olympiques de Turin  | Épreuve inexistante à cette date | 24e                              |

Légende :

 : première place, médaille d'or

 : deuxième place, médaille d'argent

 : troisième place, médaille de bronze

 : épreuve inexistante

— : pas de participation à cette épreuve

DNF : abandon

### Coupe du monde
- Vainqueur du classement général en 1996.
- 32 podiums individuels : 15 victoires, 10 deuxièmes places et 7 troisièmes places.
- 18 victoires en relais[1].

#### Détail des victoires individuelles
| Saison / Épreuve | Individuel  | Sprint                                                         | Poursuite                        | Mass start | Total |
| 1994-1995        | Bad Gastein |                                                                |                                  |            | 1     |
| 1995-1996        | Osrblie     | Osrblie Ruhpolding (Championnats du monde) Pokljuka Hochfilzen | 5                                |            |       |
| 1997-1998        | Hochfilzen  | Pokljuka Hochfilzen                                            | Pokljuka (Championnats du monde) | 4          |       |
| 1998-1999        |             | Oberhof                                                        |                                  |            | 1     |
| 1999-2000        |             |                                                                |                                  | Osrblie    | 1     |
| 2002-2003        | Antholz     | Oslo                                                           | Östersund                        |            | 3     |
| Total            | 4           | 8                                                              | 2                                | 1          | 15    |

#### Classements annuels
| Année | Classement général final |
| 1988  | 21e                      |
| 1994  | 10e                      |
| 1995  | 9e                       |
| 1996  | 1er                      |
| 1997  | 25e                      |
| 1998  | 6e                       |
| 1999  | 12e                      |
| 2000  | 12e                      |
| 2001  | 80e                      |
| 2002  | nc                       |
| 2003  | 2e                       |
| 2004  | 10e                      |
| 2005  | 71e                      |
| 2006  | 30e                      |

### Championnats d'Europe
- Médaille d'or du relais en 2006.
- Médaille d'or de l'individuel et du relais en 1996.
- Médaille d'argent du sprint en 2003.
- Médaille de bronze de l'individuel en 2006.
- Médaille de bronze du sprint en 2004.
- Médaille de bronze de la poursuite et du relais en 2003.

### Championnats du monde de biathlon d'été
- Médaille de bronze du sprint en 1996.